# トラボルタ
トラボルタは、音声合成ソフトウェアVOCALOIDをボーカルに用いた楽曲を発表している日本の音楽家。

## 略歴
高校時代にギターを弾いていた友人の影響から音楽を始め、19歳か20歳の頃からパソコンでのMIDIの打ち込みをするようになり、自分のサイトやMIDIの投稿サイトなどでの作品の発表といった活動をしていたという。VOCALOIDの存在は2004年発売のMEIKOが発表された頃には知っていながらも購入に至らなかったが、2007年8月にキャラクター・ボーカル・シリーズの第一弾として発売された初音ミクの動画投稿サイトニコニコ動画での盛り上がりに触発され、2007年12月発売のキャラクター・ボーカル・シリーズ第二弾鏡音リン・レンを発売を機に購入、ニコニコ動画にて鏡音リンを用いた「ピンクスパイダー」「よつばのクローバー」といった作品を発表し大きな人気を集めた。希代のリン・レン使い、とも評されている。鏡音リン・レンの他に、初音ミク、巡音ルカなどを用いた楽曲も発表、「楽しむ」を第一の理由に作品を投稿して活動しているという。
2008年3月に鏡音リンを用いて発表した「ココロ」は舞台化、小説化もされた。
2008年12月には、鏡音リン・レンなどの発売元であるクリプトン・フューチャー・メディア直営のレーベル「KarenT」の第一弾アルバムの一つとして、ニコニコ動画で発表した楽曲などを収録した『トラボティック・チューン』を配信。ゲームソフト「初音ミク -Project DIVA-」やVOCALOIDに関連するアルバムなどへの楽曲提供も行っている。
2009年2月17日に巡音ルカを用いてニコニコ動画にて発表した「トエト」では、動画中に用いたキャラクターイラストが作品タイトルから「トエト」という名前のキャラクターとして人気を集めている。2010年にはグッドスマイルカンパニーからフィギュアが発売され、2010年7月1日に発売されたPlayStation Portable用リズムアクションゲーム『初音ミク -Project DIVA-』用の追加ダウンロードコンテンツ『もっとおかわり、リン・レン ルカ』ではトエトのコミュニケーションゲームが配信された。
2013年6月、EXIT TUNESより、ニコニコ動画で発表した曲などを収録したメジャーデビューアルバム『トラボティック・シンフォニー』を発売した。

## 商業作品
- EXIT TUNESから発売された作品の販売元は全てポニーキャニオン。

### CD
- 『トラボティック・シンフォニー』（EXIT TUNES、2013年6月5日発売）
  - 「トラボルタ feat. 初音ミク、鏡音リン、鏡音レン、巡音ルカ」名義で発売。

  1. endless symphony feat. 初音ミク、鏡音リン、鏡音レン、巡音ルカ
  2. ココロ feat. 鏡音リン
  3. トエト feat. 巡音ルカ
  4. GOOD SMILE BRINGS FUTURE feat. 初音ミク
  5. ピンクスパイダー feat. 鏡音リン
  6. ソラトバズ feat. 鏡音リン
  7. 伝説の魔女 feat. 鏡音リン
  8. ソレイユ-Soleil- feat. 鏡音リン
  9. 追憶ノ翼 feat. 初音ミク
  10. ルナ〜海の妖精〜 feat. 初音ミク
  11. 頑張ろうよ feat. 鏡音レン
  12. よつばのクローバー feat. 鏡音リン
  13. ウェンディーと魔法の森 feat. 鏡音リン、鏡音レン
  14. おてんば姫の歌 feat. 鏡音リン
  15. MY WINDING ROAD feat. 鏡音リン
  16. 少年銀河 feat. 鏡音リン、鏡音レン
  17. 二人なら feat. 鏡音レン
  18. オメデトウ feat. 鏡音リン
  19. see you

### 配信
- 『トラボティック・チューン』（KarenT、2008年12月18日発売）
  1. トラボティック・ワールド（feat. 鏡音リン・レン & 初音ミク）
  2. 空想絵本（feat. 初音ミク & 鏡音リン）
  3. ココロ（feat. 鏡音リン）
  4. ピンクスパイダー（feat. 鏡音リン）
  5. 少年銀河（feat. 鏡音リン・レン）
  6. おてんば姫の歌♪（feat. 鏡音リン）
  7. ルナ 〜海の妖精〜（feat. 初音ミク）
  8. 頑張ろうよ（feat. 鏡音レン）
  9. よつばのクローバー（feat. 鏡音リン）

- 『トエト』（KarenT、2009年4月20日発売）
  1. トエト（feat. 巡音ルカ）
  2. トエト（feat. 鏡音リン）
  3. トエト -カラオケver.-

- 『さよならありがとう』（KarenT、2010年4月14日発売）
  1. ココロ（feat. 鏡音リン）
  2. さよならありがとう（feat. がくっぽいど）
  3. ココロ ピアノver.

- 『ソラトバズ』（KarenT、2012年3月29日発売）
  1. ソラトバズ（feat. 鏡音リン）

### 楽曲提供・参加作品

#### CD
- 『EXIT TUNES PRESENTS STARDOM』（EXIT TUNES、2009年5月20日発売）
  - 動画共有サイトで人気の楽曲を収録したコンピレーション・アルバム。「トエト」を提供。発売時のプレスリリースではタイトル冒頭で「『トエト』メジャー初収録!」とアピールされている[9]。
- 『Prism』（Peertone、2009年6月10日発売）
  - 鏡音リン・レンのサンプリング音声を担当した声優下田麻美による、鏡音リン・レンを用いて発表された人気楽曲のカバーアルバム。「ココロ」、「頑張ろうよ」、「おてんば姫の歌♪」を提供。
- 『EXIT TUNES PRESENTS Vocalostar feat. 初音ミク』（EXIT TUNES、2009年6月17日発売）
  - EXIT TUNESボカロコンピシリーズの2作目。「ココロ」を提供。
- 『初音ミク －Project DIVA－ Original Song Collection』（ランティス、2009年7月22日発売）
  - 初音ミクを主役とするゲームソフト『初音ミク -Project DIVA-』へ提供した楽曲「荒野と森と魔法の歌」、「いのちの歌」の初音ミクによるバージョンと鏡音リン・鏡音レンによるバージョンを収録したサウンドトラックアルバム。
- 『EXIT TUNES PRESENTS 神曲を歌ってみた』（EXIT TUNES、2009年10月7日発売）
  - ネット上で人気の歌い手たちによる楽曲を収録したコンピレーション・アルバム。「ココロ」を提供。歌い手は なまこにゅる粉。
- 『VOCALOIDS★X'mas〜白い夜は静寂を守ってる〜』（コロムビアミュージックエンタテインメント、2009年11月8日発売）
  - VOCALOIDを使用したクリスマス曲を収録したコンピレーション・アルバム。「ホーリーナイトライダー 」を提供。
- 『EXIT TUNES PRESENTS SUPER PRODUCERS BEAT MIXED BY Ryu☆』（EXIT TUNES、2010年4月7日発売）
  - Ryu☆（中原龍太郎）によるリミックスアルバム。「ココロ」を提供。
- 『初音ミク -Project DIVA- 2nd NONSTOP MIX COLLECTION』（ソニー・ミュージックダイレクト、2010年7月28日発売）
  - PlayStation Portable用ゲームソフト『初音ミク -Project DIVA- 2nd』の公式コンピレーションアルバム。ゲームに提供した「ココロ」のリミックスを収録。
- 『Select me』（ティームエンタテインメント、2010年11月10日発売）
  - PointFive(.5)のシングル。「少年銀河」を提供。
- 『ぼーかろいど みんなのうた　おうた：はつねみく』（MOER、2010年12月22日発売）
  - VOCALOIDを用いた楽曲を収録したコンセプトアルバム。「よつばのクローバー」、「トエト」を提供。
- 『ニコニコ東方見聞録 原曲集』（BinaryMixx Records、2011年1月5日発売）
  - ミュージカル「ニコニコ東方見聞録」へ提供した楽曲の原曲を収録したコンピレーション・アルバム。「ココロ」を収録。
- 『VOCALO LOVERS feat. 初音ミク』（ドリーミュージック、2011年3月2日発売）
  - VOCALOIDを用いた恋愛をテーマにした曲を収録したコンピレーション・アルバム。「トエト」を提供。
- 『Digital Trax presents VOCALO★POPS BEST feat. 初音ミク』（avex trax、2011年3月9日発売）
  - VOCALOIDを用いたポップスを集めたベストアルバム。「よつばのクローバー」、「ココロ」を提供。
- 『LINK / RING』（avex trax、2011年3月9日発売）
  - うさのアルバム。「ココロ」を提供。
- 『「ニコニコ東方見聞録」歌ってみた 〜キャストボーカル集〜』（BinaryMixx Records、2011年4月27日発売）
  - ミュージカル「ニコニコ東方見聞録」へ提供した楽曲を収録したコンピレーション・アルバム。「ココロ」のインストを収録。
- 『VOCALOID BEST from ニコニコ動画 (あか)』（ソニー・ミュージックダイレクト、2011年6月22日発売）
  - ニコニコ動画でVOCALOIDを用いて発表された曲を集めたベストアルバム。「ココロ」を提供。
- 『V.I.P Append(Marasy plays Vocaloid Instrumental on Piano)』（ドワンゴ・ミュージックエンタテインメント、2011年7月27日発売）
  - marasyのピアノソロアルバム。「ココロ」を提供。
- 『THE VOCALOID produced by Yamaha』（VOCALOID RECORDS、2011年9月14日発売）
  - 各VOCALOID毎の有名楽曲を集めたコンピレーション・アルバム。「ココロ」を提供。
- 『ドウシンエン』（ティームエンタテインメント、2011年10月21日発売）
  - PointFive(.5)のアルバム。「少年銀河」を提供。
- 『アコミク with VOCALOIDS』（BALLOOM、2011年11月30日発売）
  - 初音ミクのライブイベント「ミクの日感謝祭」「MIKUNOPOLIS in Los Angeles」での演奏を務めた安部潤の率いるThe 39sの演奏による、VOCALOID楽曲のアコースティックアレンジを収録したアルバム。「トエト」を提供。
- 『アコミク with VOCALISTS』（BALLOOM、2011年12月28日発売）
  - The 39sの演奏による、VOCALOID楽曲のアコースティックアレンジの「歌ってみた」版を収録したアルバム。「トエト」を提供。歌い手は茶太。
- 『VOCALO TEARS feat. 初音ミク』（FULL MOON、2012年1月18日発売）
  - 初音ミクを用いた泣き系の楽曲を収録したコンピレーション・アルバム。「ココロ -miku ver-」を提供。
- 『EXIT TUNES PRESENTS Vocalogemini feat. 鏡音リン、鏡音レン』（EXIT TUNES、2012年4月4日発売）
  - 鏡音リン・レンを用いた楽曲を収録したコンピレーション・アルバム。「ココロ」を提供。zyunによる「ココロ」の派生作品「ココロ・キセキ」も収録されている。
- 『ボカロ超ミックス39 feat. 初音ミク』（EMIミュージック・ジャパン、2012年9月26日発売）
  - VOCALOIDを用いた楽曲をノンストップ・ミックスしたコンピレーション・アルバム。「頑張ろうよ」、「ココロ」を提供。
- 『EXIT TUNES PRESENTS Vocalotwinkle feat. 鏡音リン、鏡音レン』（EXIT TUNES、2013年3月20日発売）
  - 鏡音リン・レンを用いた楽曲を収録したコンピレーション・アルバム。「伝説の魔女」を提供。

#### その他
- 『初音ミク -Project DIVA-』（セガ、2009年7月2日発売）
  - 初音ミクを主役にした、PlayStation Portable用リズムアクションゲーム。ゲーム内に使用する楽曲として「荒野と森と魔法の歌」、「いのちの歌」の初音ミクバージョン、鏡音リンバージョン、鏡音レンバージョンを提供。
- 沿岸バス
  - 北海道のバス会社、沿岸バスの運行する羽幌町内循環バスにて、2009年の夏季限定で「トエトのレトロなメロディバス」と題して楽曲「トエト」をバスから流すメロディとして使用し、一般から公募された「トエト」のイラストを車内に展示して運行された[7]。
- 舞台『ココロ』
  - 鏡音リンで発表した楽曲「ココロ」の舞台化。2009年8月23日に水戸芸術館のACM劇場にて初公演が行われ、2010年5月8日、5月9日に新宿シアターサンモールで脚本とキャストを一新し2度目の舞台化、2011年4月29日から5月8日にドワンゴの主催するニコニコミュージカルによって3度目の舞台化が行われた。2度目の舞台化以降はトラボルタが劇中曲を提供している[10]。
- 「キャラクターチャームコレクション トエト」（グッドスマイルカンパニー、2010年1月発売）
  - 「トエト」のアクセサリーサイズのフィギュア。
- 「トエト ソフビフィギュア」（グッドスマイルカンパニー、2010年4月発売）
  - 「トエト」のソフビフィギュア。
- 『もっとおかわり、リン・レン ルカ』（セガ、2010年7月1日発売）
  - 『初音ミク -Project DIVA-』の追加ダウンロードコンテンツ。トラボルタが完全監修したトエトのコミュニケーションゲームが収録されている[8]。リズムアクションゲーム用の曲として「トエト」の楽曲も収録[8]。
- 『初音ミク -Project DIVA- 2nd』（セガ、2010年7月29日発売）
  - 『初音ミク -Project DIVA-』の第2弾でゲーム内に使用する楽曲として「荒野と森と魔法の歌」、「いのちの歌」、「ココロ」を提供。
- 『トエト』（KarenT、2010年11月12日発売）
  - はんらによる「トエト」のミュージックビデオ。トラボルタ／はんら名義で発売。配信のみ。
- 『ニコニコ東方見聞録』
  - ドワンゴの主催するニコニコミュージカルにより2011年1月7日から1月12日に公演されたミュージカルで、トラボルタが劇中曲を担当した。
- 『初音ミクVision』（ポニーキャニオン、2011年7月20日）
  - VOCALOID関連作品のPV集。ブラザーPによる「トエト」のPVを収録。
- 小説『ココロ』（PHP研究所、2012年4月27日発売）
  - 「ココロ」の舞台で脚本を担当した石沢克宜による小説。